# Tanjung Balai
Tanjung Balai è una città dell'Indonesia situata nell'isola di Sumatra, nella provincia di Sumatra Settentrionale.
La città sorge sull'estuario del fiume Asahan, occupa un'area di 58 km² e ha una popolazione di circa 150 000 abitanti. È collegata attraverso un servizio di traghetti con Port Klang, in Malaysia, e l'isola di Singapore.

## Amministrazione
Tanjung Balai è una città con lo status di reggenza. È suddivisa in 6 kecamatan:
- Datuk Bandar
- Datuk Bandar Timur
- Sei Tualang Raso
- Tanjungbalai Selatan
- Tanjungbalai Utara
- Teluknibung